# Battle Ground (Indiana)
Battle Ground – miasto w Stanach Zjednoczonych, w stanie Indiana, w hrabstwie Tippecanoe.